# Франсіско Перес
Вісенте Франсіско Перес (ісп. Vicente Francisco Pérez) — аргентинський футболіст, що грав на позиції нападника, зокрема, за клуби «Сан-Ісідро», «Уракан» та «Альмагро», а також національну збірну Аргентини.

## Клубна кар'єра
У футболі дебютував 1929 року виступами за «Сан-Ісідро», в якому провів два сезони, взявши участь у 39 матчах чемпіонату. 
Своєю грою за цю команду привернув увагу представників тренерського штабу клубу «Уракан», до складу якого приєднався 1931 року. Відіграв за команду з Буенос-Айреса наступні жодного сезонів своєї ігрової кар'єри.
Згодом з 1932 по 1934 рік грав у складі команд «Альмагро» та «Естудіантіль Портеньйо».
1937 року повернувся до клубу «Альмагро», за який відіграв 1 сезон і завершив професійну кар'єру футболіста у 1938 році.
| Дата      | Місто      | Господарі | Результат | Гості     | Турнір           | Голи | Примітки |
| --------- | ---------- | --------- | --------- | --------- | ---------------- | ---- | -------- |
| 18-5-1932 | Монтевідео | Уругвай   | 1 – 0     | Аргентина | товариський матч | 0    |          |
| Усього    |            | Матчів    | 1         |           | Голів            | 0    |          |